# Burke megye (Georgia)
Burke megye az Amerikai Egyesült Államokban, azon belül Georgia államban található. Megyeszékhelye és legnagyobb városa Waynesboro. Lakosainak száma 24 596 fő (2020. április 1.). Burke megye Richmond, Jenkins, Aiken, Barnwell, Allendale, Screven, Emanuel és Jefferson megyékkel határos.

## Népesség
A megye népességének változása:
| Lakosok száma | 23 359 | 23 560 | 23 157 | 22 923 | 22 745 | 24 596 |
|               | 2010   | 2011   | 2012   | 2013   | 2015   | 2020   |